# Aulonemia glaziovii
Aulonemia glaziovii là một loài thực vật có hoa trong họ Hòa thảo. Loài này được (Hack.) McClure mô tả khoa học đầu tiên năm 1973.